# Artur Bachini
Artur Bachini (18 de Maio de 1917— ?) foi um político brasileiro.
Formado em direito na Faculdade de Direto de Pelotas. Foi Vereador de 1947 a 50  em Pelotas-RS .Foi eleito deputado estadual, pela UDN, para a 38ª, 39ª, 40ª e 41ª Legislaturas da Assembleia Legislativa do Rio Grande do Sul.